# تپه بنا و چکو
تپه بنا و چکو مربوط به دوران پیش از تاریخ ایران باستان است و در شهرستان جوانرود، بخش روانسر، روستای بنا و چکو واقع شده و این اثر در تاریخ ۲۳ شهریور ۱۳۸۲ با شمارهٔ ثبت ۱۰۱۴۲ به‌عنوان یکی از آثار ملی ایران به ثبت رسیده است.